# Johan Fredrik Aminoff
Johan Fredrik Aminoff, född 26 januari 1756 i Rilax i Tenala socken i Finland, död 30 mars 1842, var en svensk och senare rysk militär, greve och politiker. I Johan Ludvig Runebergs epos Fänrik Ståls sägner nämns han i dikten Fältmarskalken.

## Biografi
Aminoff inskrevs vid sju års ålder som volontär vid Nylands dragonregemente och antogs 1770 till page hos kung Adolf Fredrik. Vid dennes död förflyttades han till samma befattning vid Gustav III:s hov. Den unge, högväxte och fint bildade finske adelsmannen ådrog sig tidigt Gustav III:s uppmärksamhet. Sedan grannsämjan med Ryssland blivit bruten och krig förklarats 1788, deltog Aminoff med utmärkelse i kriget. Redan året innan befordrad till överstelöjtnant i armén och generaladjutant av flygeln, åtföljde Aminoff i egenskap av vakthavande kapten av gardet kungen till Finland. Under de båda krigsåren deltog Aminoff i flera drabbningar och utnämndes efter krigets slut till överste och chef för det berömda Björneborgs regemente. Allmänt bekant är det ömsesidiga misstroende, som under Gustav IV Adolfs minderårighet uppstod emellan den tillförordnade regeringen å ena sidan och den avlidne kungens förtrogna vänner å den andra. Aminoffev indragen i den Armfeltska konspirationen och följden härav var den högmålsprocess, som hölls mot de senare. Anklagelsen gick ut på försök att omstörta den bestående regeringen, vilken även riktades mot Aminoff. Avsked ur rikets tjänst och befallning att lämna fäderneslandet, var de första mot honom riktade åtgärderna; men kort därefter utfärdades en arresteringsorder, vilken nådde honom i Stralsund, där han fängslades och återfördes till Stockholm. Ställd inför Svea hovrätt,  den 30 april 1794, blev han förklarad oskyldig men av Högsta domstolen ansedd skyldig och dömd till förlust av ära, adelskap, liv och gods, en dom av hertigen-regenten förvandlades till livstids fängelse på Karlstens fästning. 
Då Gustav Adolf efter uppnådd myndighetsålder själv övertog rikets styrelse, blev det en av hans första regeringshandlingar att förklara fången på Karlsten åter insatt i sina förra rättigheter och värdigheter. 
År 1798 utnämndes Aminoff åter till chef för Björneborgs regemente och blev 1799 generalmajor. När Finska kriget mot Ryssland utbröt 1808, kommenderades han till tjänstgöring hos dåvarande högste befälhavaren general Klercker, och gjorde där ett utmärkt arbete. Så väl härför som för andra tjänster han under detta krig var i tillfälle att bevisa fäderneslandet, upphöjdes han 1808, jämte sina tre söner, till friherre, trots krigets utgång förhindrade introduktion på riddarhuset. 
Efter Finlands avträdande till Ryssland återtog Aminoff sin förra plats såsom chef för Björneborgs regemente och inkallades 1811 såsom ledamot i den kommitté tsar Alexander I tillsatte, på det de mål, rörande Finlands styrelse, som inkom till tsarens omprövning, måtte granskas, beredas och avgöras i enlighet med landets av monarken bekräftade lagar och författningar. Samma år utnämndes Aminoff till geheimeråd. 1819 upphöjdes han till finsk greve; utnämndes 1821 till vice kansler för Kejserliga akademien i Åbo och erhöll 1823 fullmakt på rang och värdighet av president. Den senare delen av sitt liv tillbringade han på sin föräldragård Rilax.
Aminoff var amatörsångare och medlem av Utile Dulci. Han invaldes den 26 januari 1774 som ledamot 62 av Kungliga Musikaliska Akademien.

## Familj
Aminoff var son till ryttmästaren vid Nylands dragonregemente Fredrik Aminoff och Maria Elisabet Rothkirck. Han var gift första gången från 1778 med Johanna Barbara Hisinger, som var dotter till Johan Hisinger, andra gången 1791–1794 med friherrinnan Fredrika Ruuth, som var dotter till greve Eric Ruuth, och tredje gången från 1801 med Eva Mathilda Bruncrona.

## Utmärkelser[5]
- Riddare av Svärdsorden - 2 september 1789
- Kommendör av Svärdsorden - 28 maj 1801
- Kommendör med stora korset av Svärdsorden - 28 maj 1808
- Friherre (svensk) - 28 maj 1808 (ej introducerad på Riddarhuset)
- Friherre (Finland/Ryssland) - 1812
- Greve (Finland/Ryssland) - 12 september 1819

## Musikverk
- Vals i A-dur för luta.[6]

## Bilder

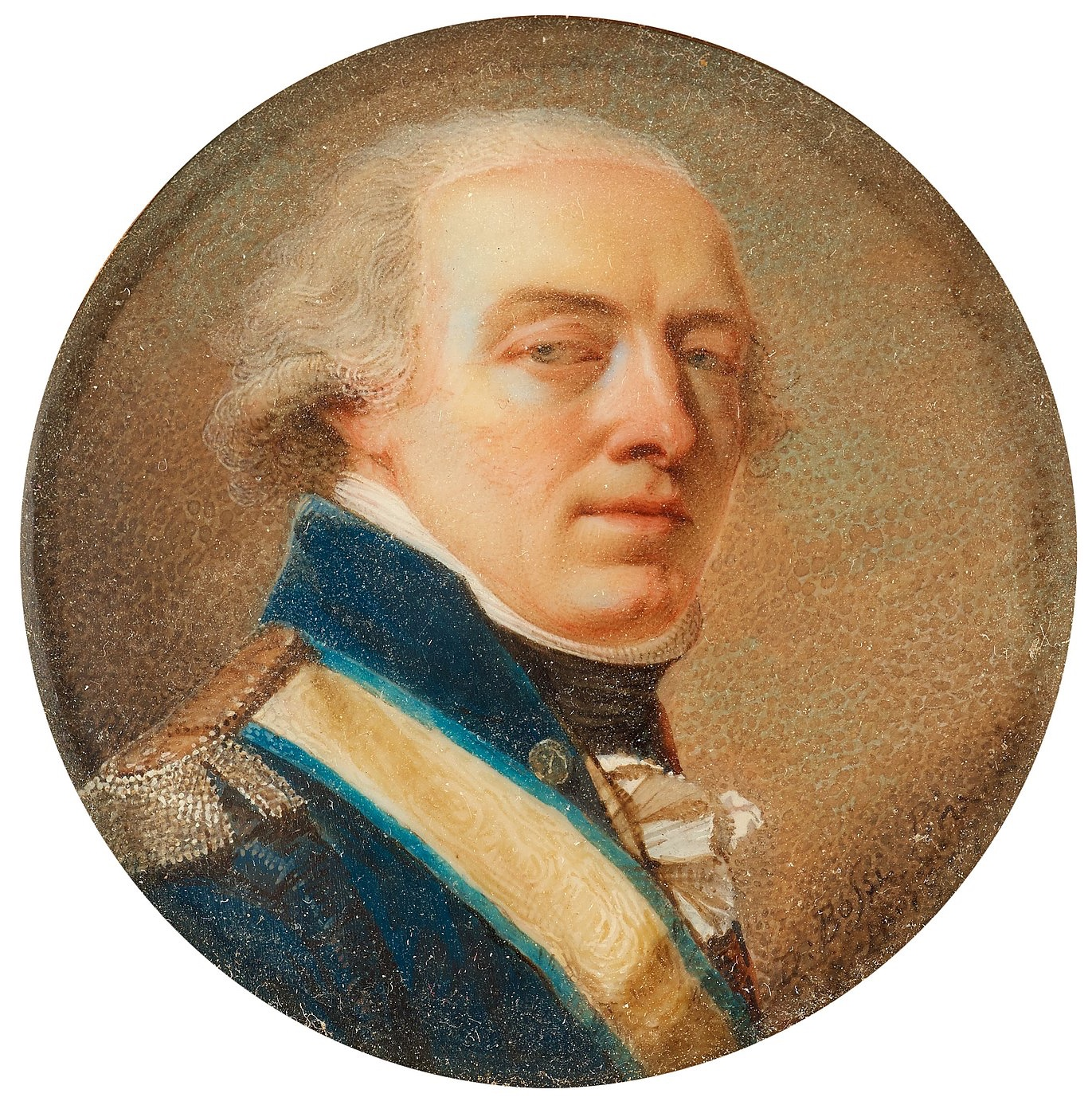
Aminoff iklädd uniform m/1792 med Svärdsordens band över axeln. Målning från tidigt 1800-tal av Domenico Bossi.
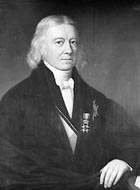
Johan Fredrik Aminoff